# 西林区
西林区是黑龙江省伊春市曾经存在的一个区。位于伊春区东南。西林区是为了西林钢铁厂在1969年设立，以原美溪区部分区域为西林区的行政区域。西林区没有森工系统建制，因此不是伊春市大部分建制区那样的政企合一体制。有三个属于西林区管的森林经营所。小西林河上游部分区域森林归美溪林业局管理。 
2019年7月伊春市行政区划调整，原西林区和金山屯区合并成立金林区。

## 行政区划
西林区目前无乡级行政区划，区政府直辖社区和村。
2016年前，西林区下辖3个街道：西林街道、新兴街道和苔青街道。2016年，伊政函【2016】85号文件撤销西林街道、新兴街道和苔青街道，下辖地区由西林区直辖。